# Maison au 27, rue Neuve à Wissembourg
La maison au 27, rue Neuve est un monument historique situé à Wissembourg, dans le département français du Bas-Rhin.

## Localisation
Ce bâtiment est situé au 27, rue Neuve à Wissembourg.

## Historique
L'édifice fait l'objet d'une inscription au titre des monuments historiques depuis 1935.

## Architecture

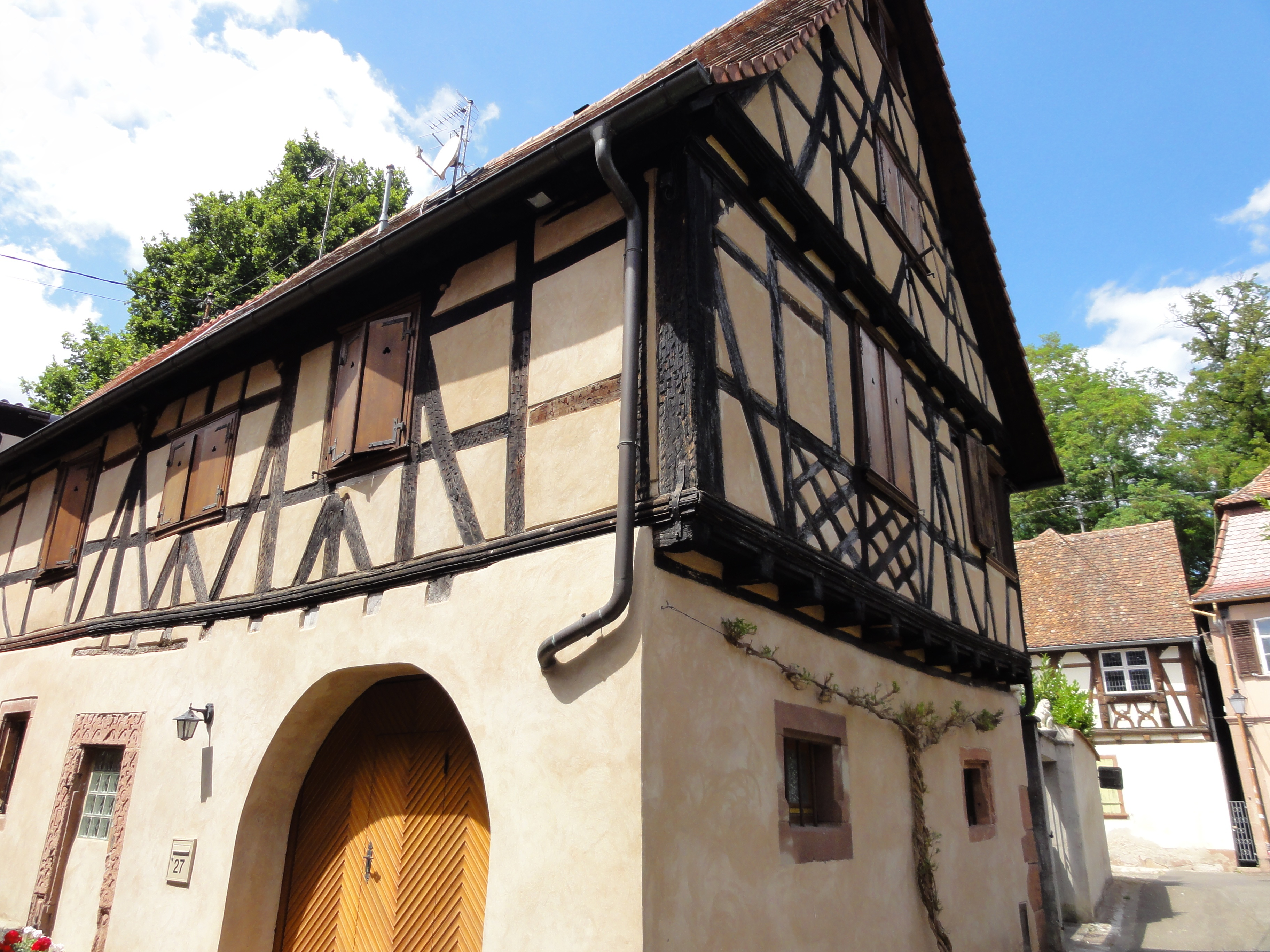
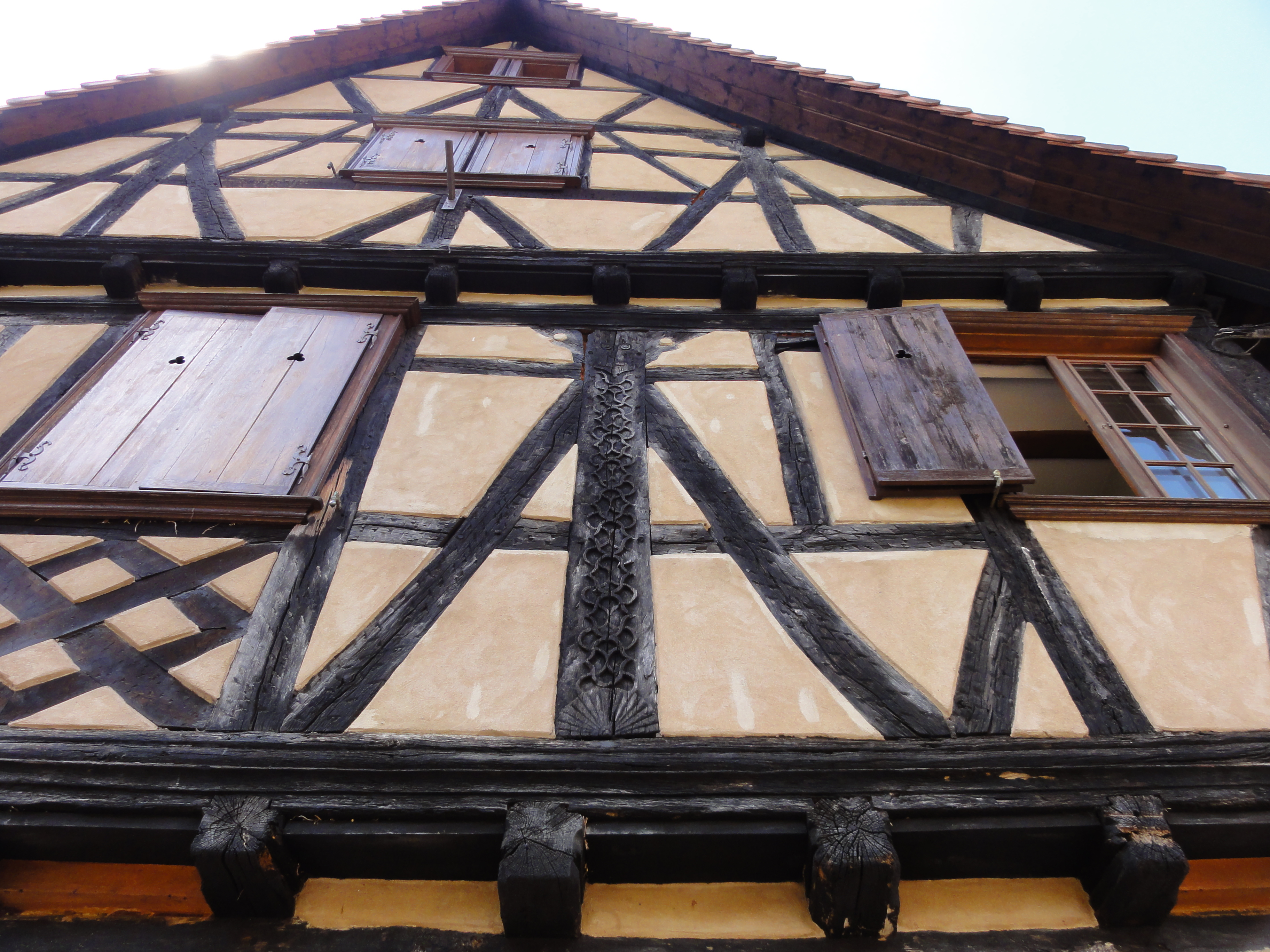
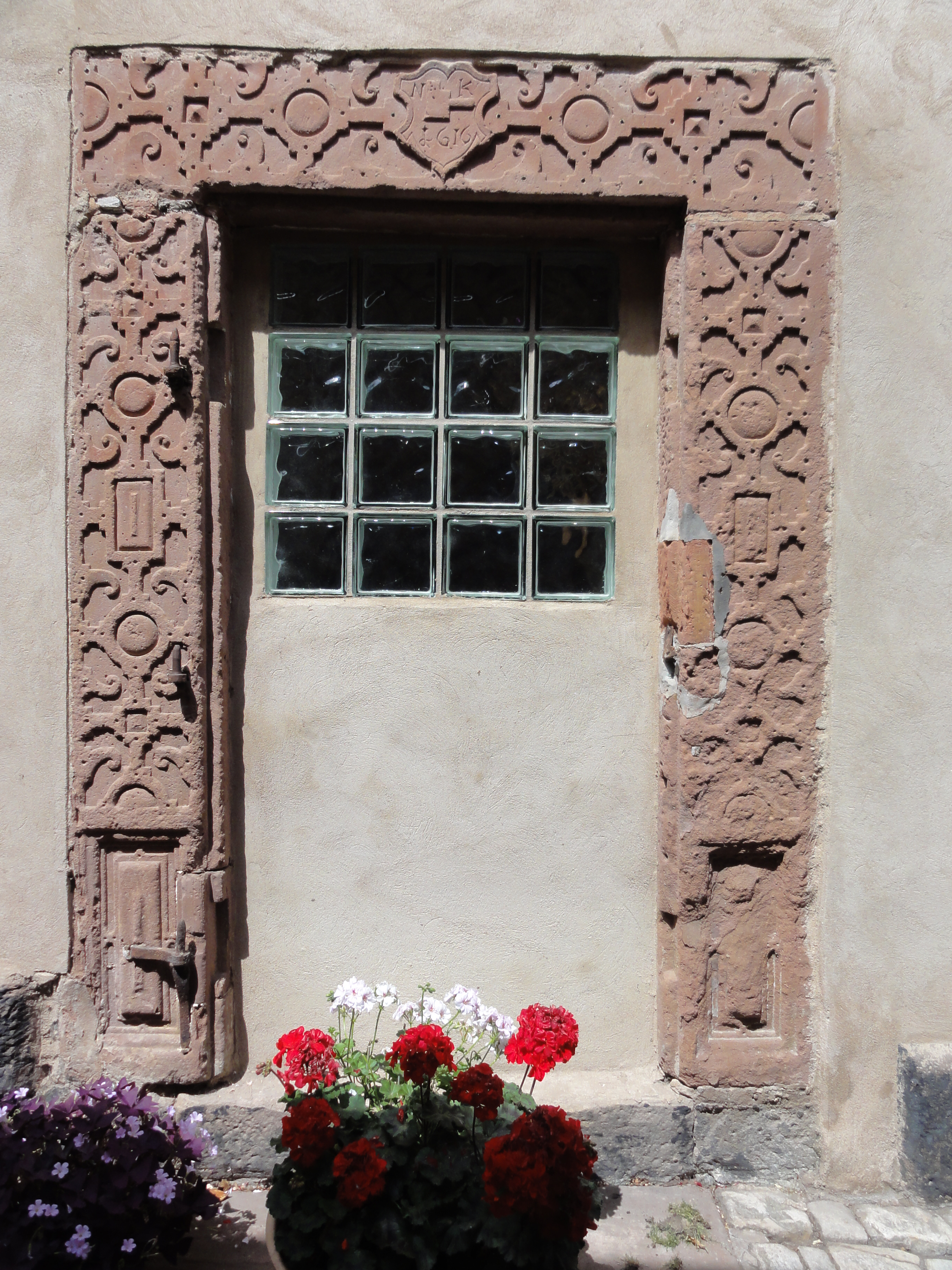